# Dave Parsons
Dave (David Richard) Parsons (Hillingdon, Londen, 2 juli 1966) is een Brits bassist. Hij werd vooral bekend als bassist van de band Bush, waarin hij tot 2002 actief was. Daarvoor speelde hij echter al in de bands The Partisans en Transvision Vamp.